# Judith Steinert
Judith Steinert (* 25. September 1995 in Mosbach) ist eine deutsche Fußballspielerin.

## Karriere

### Vereine
Steinert wechselte im Juli 2011 zur U17 der TSG 1899 Hoffenheim. Zur Saison 2012/13 rückte sie in die zweite Hoffenheimer Mannschaft auf und erreichte mit dieser im Sommer 2014 den erstmaligen Aufstieg in die 2. Bundesliga. Ihr Debüt in der ersten Hoffenheimer Mannschaft in der Frauen-Bundesliga gab Steinert am 8. Dezember 2013 bei einem 2:2-Remis gegen den FC Bayern München als Einwechselspielerin in den Schlussminuten. Seither etablierte sie sich als Außenverteidigerin. Im Frühjahr 2019 erlitt Steinert einen Kreuzbandriss und feierte bereits ein Jahr später ihr Comeback. In der Saison 2020/21 erreichte sie gemeinsam mit der TSG Hoffenheim zum ersten Mal die Qualifikation zur UEFA Women’s Champions League. Nach der Auslosung der Gruppenphase spielte die TSG gegen die Teams FC Barcelona, Arsenal Women FC und HB Køge und schied vor dem Einzug ins Viertelfinale der UEFA Women’s Champions League 2021/22 aus. Steinert bestritt alle sechs Spiele der Gruppe C.
Im Dezember 2021 wurde Steinert für ihr hundertstes Bundesliga-Spiel geehrt.
Im Sommer 2022 wechselte sie zum SC Freiburg, mit dem sie 2023 das Finale des DFB-Pokal erreichte. 
Nach 48 Pflichtspielen für die Breisgauerinnen und 150 Einsätzen in der ersten Bundesliga wurde Steinert zur Saison 2024/25 vom Zweitligaaufsteiger 1. FC Union Berlin verpflichtet.

### Nationalmannschaft
Steinert bestritt im September und Oktober 2013 für die U-19-Nationalmannschaft drei Länderspiele gegen die Auswahlen Englands und Schwedens.

## Erfolge
- Deutscher B-Juniorinnen-Meister 2012 (mit der TSG 1899 Hoffenheim)
- Meister Regionalliga Süd 2014 und Aufstieg in die 2. Bundesliga (TSG 1899 Hoffenheim II)
- Qualifikation zur UEFA Women’s Champions League 2020/21 (TSG 1899 Hoffenheim)
- DFB-Pokal-Finalist 2023 (mit dem SC Freiburg)
- Meister der zweiten Bundesliga 2024/25 und Aufstieg in die Bundesliga (mit dem 1. FC Union Berlin)